# Diga di Gezende
La diga di Gezende è una diga della Turchia. Si trova nella provincia di Mersin.

Diga di Gebende, in direzione sud